# Hiddensee (wyspa)
Hiddensee (dawniej: słowiańska Chycina lub Hycina, niem. Hiddensöe) – niemiecka wyspa na Morzu Bałtyckim leżąca na zachód od Rugii. W całości wchodzi w skład gminy Insel Hiddensee (urząd West-Rügen, powiat Vorpommern-Rügen, Meklemburgia-Pomorze Przednie).

## Morfologia
Długość wyspy wynosi około 16,8 km (rozpięta południkowo), a szerokość jest zmienna – od 250 m do 3,7 km. W 1308 wyspa utraciła połączenie lądowe z Rugią wskutek silnych sztormów.

## Turystyka i przyroda
Całkowicie wyłączona z ruchu samochodowego, jest bardzo popularnym miejscem wypoczynku. Łącznie z przyległymi zatokami i cieśninami oddzielającymi ją od Rugii i stałego lądu wchodzi w skład Parku Narodowego "Vorpommersche Boddenlandschaft". Na Hiddensee zlokalizowana jest stacja ornitologiczna Uniwersytetu w Greifswaldzie.
Niewysokie fragmenty wzgórz na wyspie pokrywa las mieszany. W przeszłości był to las brzozowo-dębowy, który jednak został całkowicie spalony przez wycofujące się wojska Albrechta von Wallensteina (wojna trzydziestoletnia), tak aby drewno nie posłużyło Szwedom do budowy okrętów i do dalszej inwazji. Przez dwustuletni okres pobytu Szwedów wyspa była całkowicie bezleśna, a ponownie zalesili ją na powrót Niemcy. Wprowadzono wówczas m.in. sosny i klony.
Południowa część wyspy jest prawie całkowicie płaska i minimalnie wystaje ponad powierzchnie morza. Teren ten pokrywają wrzosowiska z małym udziałem brzóz. W północnej części istnieje rezerwat ścisły Bessin gęsto porośnięty krzewami rokitnika o wysokości do trzech metrów, a zatem wyjątkowo okazałymi. Penetracja tych zarośli przez człowieka jest praktycznie niemożliwa. Stanowią one siedlisko dla ptaków o skrajnie różnych wymaganiach życiowych – od lubiących krzewy, poprzez preferujące trzcinowiska, do ptaków leśnych (np. bogatka zwyczajna) i polnych (np. białorzytka). Zarośla zasiedlają m.in. kosy, szpaki, drozdy i inne. Wiele gatunków trafia tu w okresie przelotów.
Na wyspie licznie występują dzikie króliki, okresowo redukowane przez wirusa myksomatozy i masowo się odradzające.
Flora reprezentowana jest m.in. przez gatunki pionierskie, np. piaskownicę zwyczajną i wydmuchrzycę piaskową, a także przez bez czarny i pokrzywę.

## Ludzie
Na północy wyspy, we wsi Kloster, pochowani są niemiecki dramaturg i powieściopisarz Gerhart Hauptmann, reżyser operowy Walter Felsenstein oraz tancerka Gret Palucca. Gerhart Hauptmann nazwał Hiddensee najbardziej uduchowionym ze wszystkich niemieckich kąpielisk. Wolfgang Büscher stwierdził, że do wyspy można było należeć, jak do kościoła, partii lub zakonu i że była ona w pewnym sensie organizmem. Mogła różne rzeczy słyszeć, widzieć, jak nadchodzą, a nawet im przeszkadzać. Ludność wyspy zajmuje się rybołówstwem.

## Latarnie morskie
Na północ od Kloster znajduje się latarnia morska Dornbusch. Na południowym krańcu wyspy znajduje się półwysep Gellen z drugą latarnią morską na wyspie – latarnią morską „Süderleuchtturm“.

## Galeria

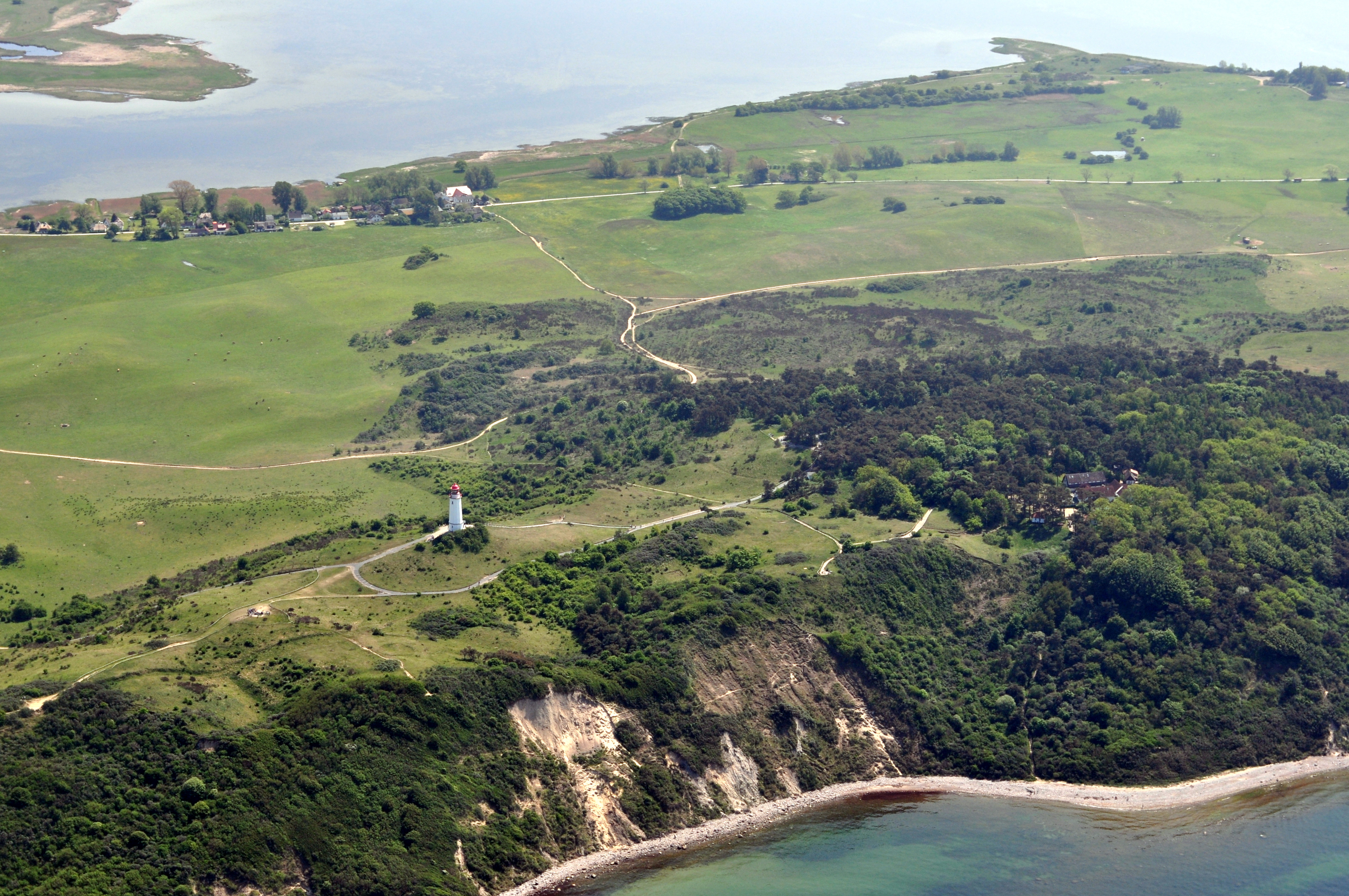
Latarnia morska Dornbusch
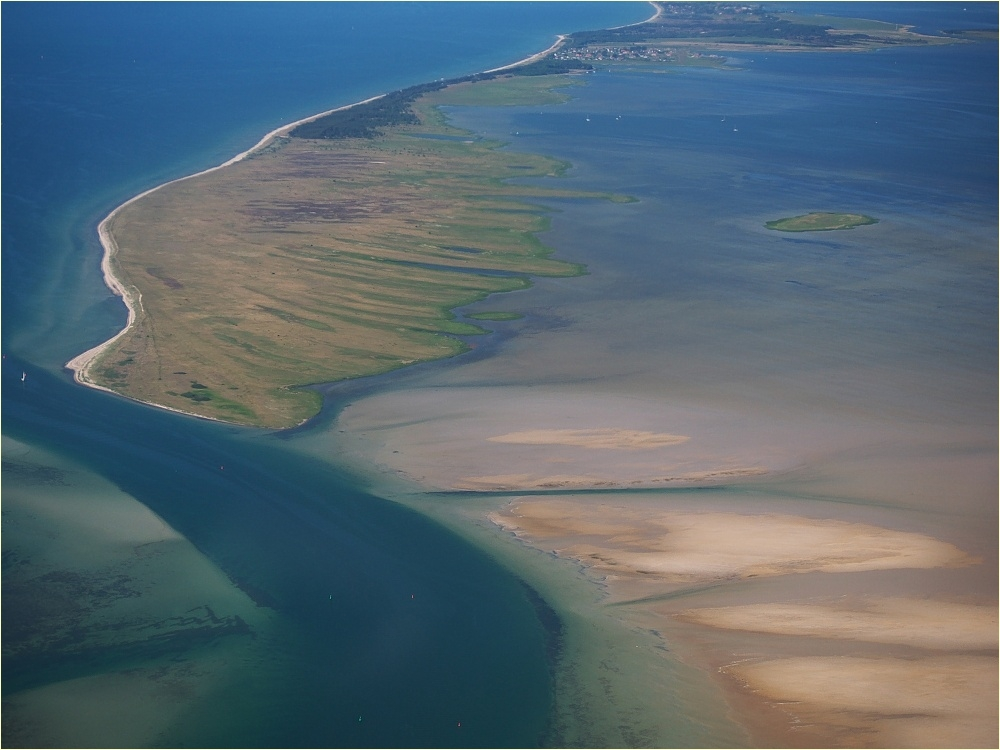
Półwysep Gellen